# Музей острова Питкэрн
Музей острова Питкэрн — музей на острове Питкэрн, британской территории в южной части Тихого океана. Коллекция музея, созданного в 2005 году, включает археологические материалы первых полинезийских поселенцев, а также артефакты с корабля «Баунти».

## История
Музейная коллекция была впервые размещена в школе; она переехала в новое здание в 2005 году. Новое здание финансировалось британским правительством. По словам исследователя Марии Амоамо, в течение 2008—2009 годов музей открывался только один раз. По состоянию на 2015 год музей входной билет для туристов стоил 5 долларов.

## Коллекции
В музее хранятся древние артефакты, такие как каменные орудия, которые были сделаны полинезийцами, жившими на острове до прибытия мятежников. В 1998 году археологи из Университета Джеймса Кука раскопали обломки «Баунти». Артефакты с обломков, такие как пушка, были сохранены в Музее Квинсленда, прежде чем вернуться на Питкэрн для показа. Коллекция включает в себя другие предметы, в том числе тачку, Библию, которая, как считается, была с корабля Баунти, а также различные книги и статьи об истории острова Питкэрн. Коллекция также включает архивные предметы, например, письма, написанные членам семьи на Питкэрне от тех, кто живёт на острове Норфолк. Архивные исследования на Питкэрне показали, что были споры о праве собственности на артефакты в музее, а также о том, должны ли они быть в музее.

### Предметы, хранящиеся в зарубежных коллекциях

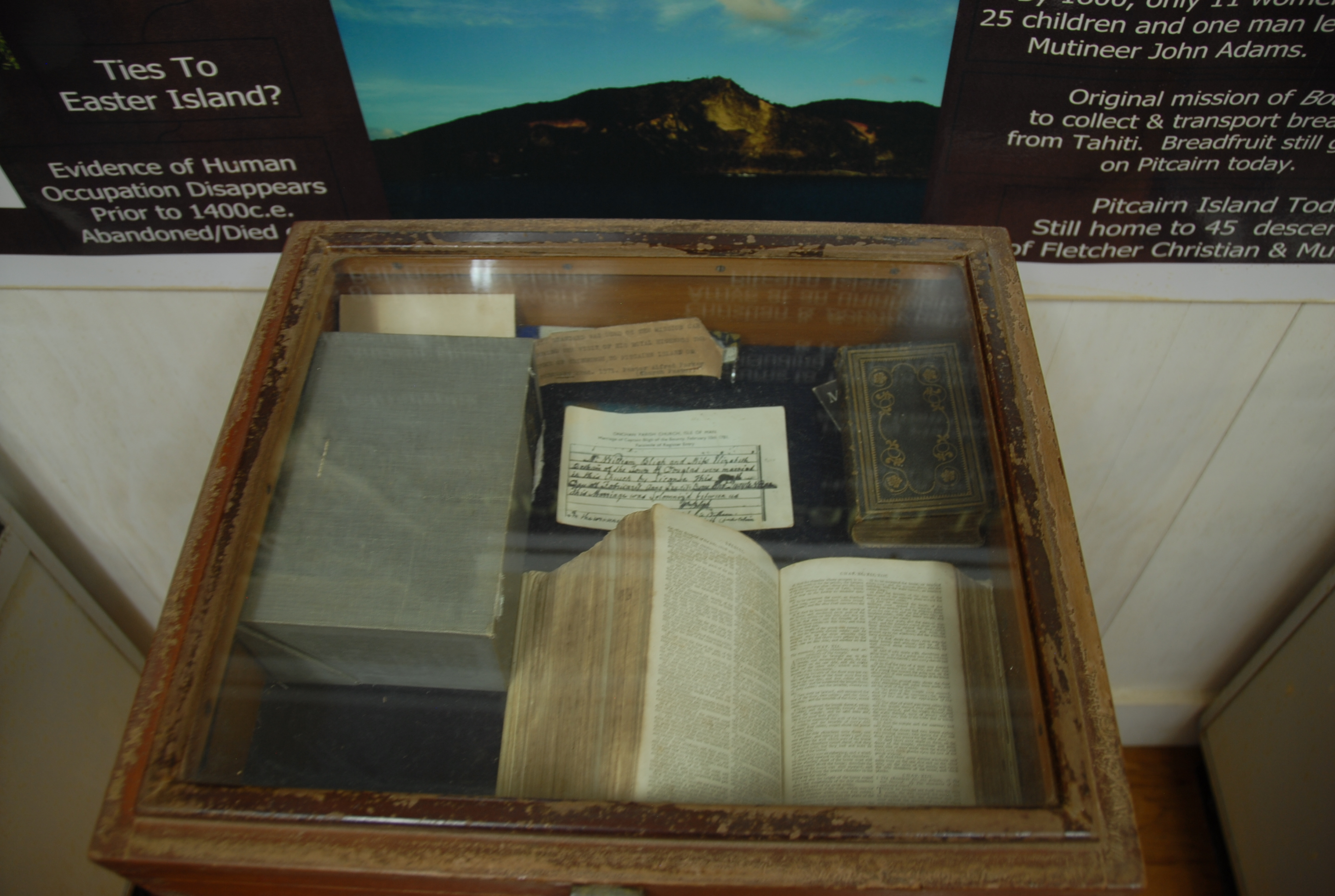
Библия с корабля «Баунти»

Существует долгая история артефактов с острова Питкэрн, которые обмениваются на такие товары, как мука, сахар и другие предметы первой необходимости. Эта торговля включала в себя артефакты до мятежа, а также предметы с корабля «Баунти». Единственным сохранившимся примером каменной скульптуры до мятежа с Питкэрна является статуя, хранящаяся в музее Отаго. Оклендский военный мемориальный музей имеет обширную коллекцию каменных орудий из Питкэрна, собранных потомками мятежников в 1940—1960-х годах.
Музей Питт-Риверса в Оксфорде также имеет 93 каменных орудия из Питкэрна в своей коллекции. Коллекция включает материалы, купленные на аукционе, которые были опубликованы археологом Джоном Алленом Брауном, чей племянник лейтенант Джеральд Пайк собрал предметы в ноябре 1897 года, когда он служил на корабле HMS Comus.
Молот и наковальня с корабля «Баунти» хранятся в коллекции Морского музея в Виргинии. Образцы ткани тапа хранятся в Британском музее Кью Гарденс, в частности, ткани, изготовленные первопоселенцами Мауатуа и Тераурой. Остатки руля «Баунти» хранятся в музее Фиджи.
Редкий образец смеющейся чайки, найденный на острове Питкэрн, был депонирован в Национальный музей Те-Папа-Тонгарева в Новой Зеландии.